# Station Lambeg
Station Lambeg is een spoorwegstation in Lambeg in het Noord-Ierse graafschap Antrim. Het station ligt aan de lijn Belfast - Newry. 